# Општина Жабљак
Општина Жабљак је општина у северном делу Црне Горе. Према резултатима пописа из 2023. године имала је 2941 становника.

## Насељена места
У општини се налази 28 насеља. Насеље Руданци је добило ново име новим Законом о територијалној организацији - и сада се назива Руданца.

## Становништво

### Национални састав становништва општине по попису 2023. године
| Национални састав (са уделом преко 1%)‍ | Национални састав (са уделом преко 1%)‍ | Национални састав (са уделом преко 1%)‍ | Национални састав (са уделом преко 1%)‍ | Национални састав (са уделом преко 1%)‍ |
| -------------------------------------- | -------------------------------------- | -------------------------------------- | -------------------------------------- | -------------------------------------- |
|                                        |                                        |                                        |                                        |                                        |
| Срби                                   | Срби                                   |                                        | 1.548                                  | 52,64%                                 |
| Црногорци                              | Црногорци                              |                                        | 1.248                                  | 42,43%                                 |
| остали                                 | остали                                 |                                        | 57                                     | 1,93%                                  |
| неизјашњени                            | неизјашњени                            |                                        | 88                                     | 2,99%                                  |
| укупно: 2.941                          |                                        |                                        |                                        |                                        |

### Национални састав становништва општине по попису 2011. године
| Национални састав (са уделом преко 1%)‍ | Национални састав (са уделом преко 1%)‍ | Национални састав (са уделом преко 1%)‍ | Национални састав (са уделом преко 1%)‍ | Национални састав (са уделом преко 1%)‍ |
| -------------------------------------- | -------------------------------------- | -------------------------------------- | -------------------------------------- | -------------------------------------- |
|                                        |                                        |                                        |                                        |                                        |
| Црногорци                              | Црногорци                              |                                        | 1.800                                  | 50,43%                                 |
| Срби                                   | Срби                                   |                                        | 1.474                                  | 41,30%                                 |
| остали                                 | остали                                 |                                        | 80                                     | 2,24%                                  |
| неизјашњени                            | неизјашњени                            |                                        | 215                                    | 6,02%                                  |
| укупно: 3.569                          |                                        |                                        |                                        |                                        |

### Верски састав становништва општине по попису 2023. године
| Верски састав (са уделом преко 1%)‍ | Верски састав (са уделом преко 1%)‍ | Верски састав (са уделом преко 1%)‍ | Верски састав (са уделом преко 1%)‍ | Верски састав (са уделом преко 1%)‍ |
| ---------------------------------- | ---------------------------------- | ---------------------------------- | ---------------------------------- | ---------------------------------- |
|                                    |                                    |                                    |                                    |                                    |
| Православци                        | Православци                        |                                    | 2.842                              | 96,63%                             |
| остали                             | остали                             |                                    | 53                                 | 1,81%                              |
| неизјашњени                        | неизјашњени                        |                                    | 46                                 | 1,56%                              |

### Верски састав становништва општине по попису 2011. године
| Верски састав (са уделом преко 1%)‍ | Верски састав (са уделом преко 1%)‍ | Верски састав (са уделом преко 1%)‍ | Верски састав (са уделом преко 1%)‍ | Верски састав (са уделом преко 1%)‍ |
| ---------------------------------- | ---------------------------------- | ---------------------------------- | ---------------------------------- | ---------------------------------- |
|                                    |                                    |                                    |                                    |                                    |
| Православци                        | Православци                        |                                    | 3.445                              | 93,72%                             |
| остали                             | остали                             |                                    | 124                                | 6,28%                              |

### Језички састав становништва општине по попису 2023. године
| Језички састав (са уделом преко 1%)‍ | Језички састав (са уделом преко 1%)‍ | Језички састав (са уделом преко 1%)‍ | Језички састав (са уделом преко 1%)‍ | Језички састав (са уделом преко 1%)‍ |
| ----------------------------------- | ----------------------------------- | ----------------------------------- | ----------------------------------- | ----------------------------------- |
|                                     |                                     |                                     |                                     |                                     |
| Српски језик                        | Српски језик                        |                                     | 1.976                               | 67,19%                              |
| Црногорски језик                    | Црногорски језик                    |                                     | 800                                 | 27,20%                              |
| остали                              | остали                              |                                     | 116                                 | 3,94%                               |
| неизјашњени                         | неизјашњени                         |                                     | 49                                  | 1,67%                               |